# Dialekty wschodniodolnoniemieckie

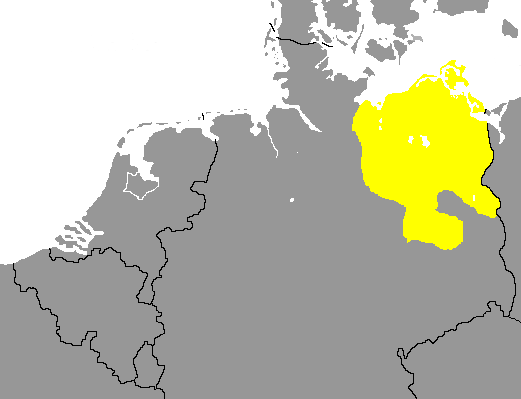
Język wschodniodolnoniemiecki

Dialekty wschodniodolnoniemieckie – etnolekt germański nizinna odmiana języka niemieckiego.
Etnolektem wschodniodolnoniemieckim posługują się mieszkańcy Niemiec północnych. Powstał w wyniku ekspansji języka dolnosaksońskiego na wschód i wraz z nim tworzy język dolnoniemiecki.
W niektórych regionach Ameryki Północnej i Południowej potomkowie emigrantów z północnych Niemiec mówią jeszcze po wschodniodolnoniemiecku. Wariantami etnolektu wschodniodolnoniemieckiego z licznymi zapożyczeniami są dialekt dolnopruski i gwara zachodniopomorska.

## Dialekty wschodniodolnoniemieckie
Polska:
- dialekt dolnopruski
- gwara zachodniopomorska

Niemcy:
- dialekt brandenburski
- dialekt meklemburski i gwary pomorskie

Uznawany sporadycznie za osobny język Plautdietsch także wywodzi się z etnolektu wschodniodolnoniemieckiego.

## Języki dolnoniemieckie a język wysokoniemiecki
Odmiana czasownika „robić” przez osoby w liczbie mnogiej:
| Wysokoniemiecki | Zachodniodolnoniemiecki | Wschodniodolnoniemiecki | Dolnofrankoński | Niderlandzki |
| --------------- | ----------------------- | ----------------------- | --------------- | ------------ |
| wir machen      | wi māk(e)t              | wi māke(n)              | mer make        | wij maken    |
| ihr macht       | ji/gi māk(e)t           | ji/gi māke(n)           | er maat         | jullie maken |
| sie machen      | si/se māk(e)t           | si/se māke(n)           | se make         | zij maken    |